# RGBI
RGBI (Red Green Blue Intensity) bezeichnet einen Anschlussstandard für CGA-Monitore. Bei RGBI wird für jede der 3 Farbkomponenten (Rot, Grün und Blau) ein Bit verwendet. Zusätzlich kann für jede der 8 Kombinationen zwischen einer hellen und einer dunklen Variante gewählt werden. Somit sind insgesamt 16 Farben möglich.
Verwendet wurde RGBI von CGA-Grafikkarten und dem 80-Zeichen-Videochip des Commodore C128.